# 亞戈金卡 (沃洛達爾西克-沃林西基區)
50°42′39″N 28°36′45″E / 50.71083°N 28.61250°E
亞戈金卡（烏克蘭語：Ягодинка），是烏克蘭北部的村莊，隸屬日托米爾州的日托米爾區。該村始建於十八世紀，面積2平方公里，2001年人口334，該村落97%人口是烏克蘭人。